# Johannes Merz (Dichter)
Johannes Merz (* 25. Oktober  1776 in Herisau; † 16. Februar 1840 ebenda; heimatberechtigt in Herisau) war ein Schweizer Mundartdichter aus dem Kanton Appenzell Ausserrhoden.

## Leben
Johannes Merz war ein Sohn von Daniel Merz, Bleichereibesitzer und Ratsherr, und Anna Barbara Zuberbühler. Im Jahr 1801 heiratete er Anna Maria Tanner, Tochter des Samuel Tanner, Meister. Nebst seinem Beruf als Modelstecher wurde Merz, inspiriert durch Johann Peter Hebel, zum Begründer der appenzellischen Mundart-Lyrik. Er veröffentlichte 1826 Des poetischen Appenzellers sämtliche Gedichte in seiner Landessprache. Die Gedichte von Merz im Herisauer Dialekt beschreiben appenzellische und stadt-sankt-gallische Sujets, teilweise in Hexametern. Dieses Werk erschien 1836 in dritter, stark erweiterter Auflage mit Illustrationen. Merz’ lyrisches Schaffen fand weite Beachtung, nicht zuletzt in Germanistenkreisen, die durch sein Werk erstmals mit dem Appenzeller Dialekt bekannt wurden. Merz ist zudem Verfasser eines Häuserverzeichnisses von Herisau, erschienen 1822, sowie eines Ortslexikons des Kantons Appenzell, das 1829 publiziert wurde.